# 안이숙 (1908년)
안이숙 (安利淑, 1908년 6월 24일 ~ 1997년 10월 19일) 일제강점기에 대한민국의 교사, 독립운동가이자 작가였다. 대표저서로 「죽으면 죽으리라」가 유명하다.

## 생애
평안북도 박천에서 태어나 평양의 명문 서문여고를 졸업하고 1928년, 일본 경도여전과 동경 가정여학원에서 수학한 후 대구여고보와 선천보성여고에서 교편생활을 하면서 신사참배강요탄압에 궐기투쟁을 하였다.
1939년 1월, 동경에 건너가서 위정자들을 위시해 대신, 대장, 대의사 등을 역방하여 일본의 망국행동을 경고하고 한국기독교 박해에 항의 하였다. 일본제국주의회 제 74회 의사당에서 검속투옥되어 평양형무소에 이감 후 6년간의 옥고를 치르다 사형 직전 8ㆍ15광복과 함께 석방됐다. 광복과 함께 극적으로 목숨을 건진후 도미했으며 김동명 목사(전 로스앤젤레스 한인침례교회 담임)와 결혼하여 텍사스 서남 침례교 신학교에서 기독교 교육학으로 석사학위를 취득했다.
목회자의 아내로 봉사하면서 「죽으면 죽으리라」에 이어 「죽으면 살리라」,「당신은 죽어요 그런데 안죽어요」 등 다수의 신앙서적을 출간했다.
이동원 목사(지구촌교회 담임목사)는 다음과 같이 평가한다. "안이숙 여사는 한국이 낳은 코리텐 붐 여사입니다.` 그녀는 우리 시대의 성녀로서 한국과 마국 그리고 일본 교회사에 지워지지 않는 거룩한 순교적 발자취를 남긴 분이십니다. 이제 그녀의 믿음 이야기는 영적인 부흥을 갈망하는 한국 교회 성도 모두에게 세대를 뛰어넘는 영성의 교과서와 고전으로 기억될 것입니다."

## 같이 보기
- 박관준